# サルポル・エ・ザハブ
サルポル・エ・ザハブ (ペルシア語: سرپل ذهاب, Sarpole Zahâb; クルド語: Serpêllî Zehaw, سەرپێڵی زەهاو)は、イラン西部のケルマンシャー州西部のサルポル・エ・ザハブ郡の郡都。
イラクとの国境に近い。
2016年9月24日の人口は4万5481人。
ルッルビ時代の岩の彫刻が複数存在する。
古代・中世都市のフルワンと同一視されている。
クルド人が多く暮らし、南部クルド語やゴーラ語、ソラニー語等のクルド語の方言を話す。
宗教はイスラム教シーア派やスンニ派の他に、天使教が信仰される。

## 2017年の地震
2017年11月12日、マグニチュード7.3の地震が発生し、甚大な被害を受けた。